# Peregrinosz
Peregrinosz, később Próteusz (2. század eleje – 165) görög filozófus.
Parionban született. Sokat utazott, vándorlásai során Palesztinába is eljutott. Itt megismerkedett a keresztényéggel, amelynek tanait egy ideig lelkesen követte, de később szakított velük, és a cinikus filozófia követője lett. Athénbe utazott, ahol előadásokat tartott, amelyeken kora több irodalmi kiválósága is részt vett, például Gellius is. Rendkívül hiú ember volt, ezért az egyszerű tanárságnál többre vágyott: elutazott Éliszbe, s ott azzal igyekezett a közfigyelmet magára vonni, hogy megtámadta a népszerű Héródész Attikoszt. Amikor ez nem sikerült neki, előre kihirdette, hogy az ünnepségek befejeztekor önként elégeti magát. Később e kijelentését megbánta, de adott szava alól kibújni nem akart, így valóban tűzhalállal halt meg. A történetet Lukianosz írta meg abban a művében, amelyet latinul „De morte Peregrini” címen idéznek.